# Séré Moussa Ani Samou De Siékorolé
Séré Moussa Ani Samou De Siékorolé est une commune rurale du Mali de l'arrondissement de Siékorolé, dans le cercle de Yanfolila et la région de Bougouni, elle a pour chef-lieu la localité de Siékorolé.

## Géographie
La commune est frontalière de la Guinée à l'ouest.

## Villages
La commune s'étend sur 15 localités relevées lors du recensement général de 2009. 
Les villages les plus peuplés sont :
- Bankoumana (2 351 habitants)
- Siékorolé (2 310 habitants)
- Sindo (2 059 habitants)

La loi 2023-007 attribue à la commune 17 villages, fractions ou quartiers.
- Siékorolé
- Badougou
- Bankoumana
- Bérébogola
- Dirani
- Djimbana
- Kola